# Pitcairnia
Pitcairnia ist eine Pflanzengattung in der Unterfamilie Pitcairnioideae innerhalb der Familie der Bromeliengewächse (Bromeliaceae). Sie ist, mit 300 bis 410 Arten, die zweitartenreichste Gattung dieser Familie.

## Beschreibung und Ökologie

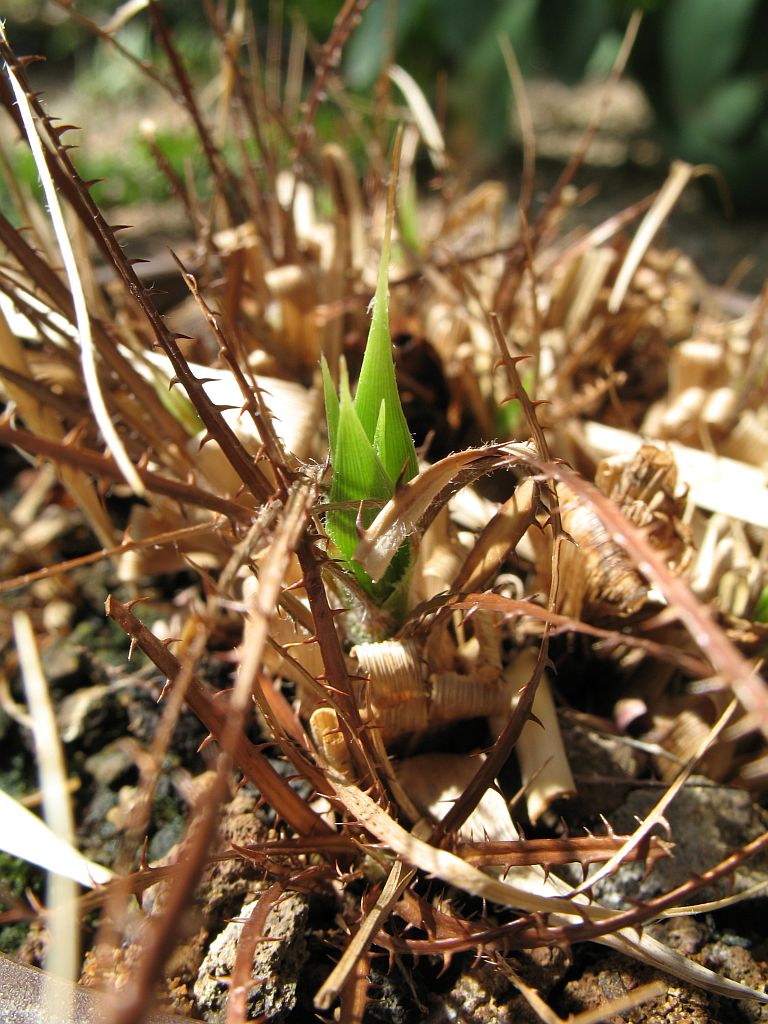
Heterophylle Art: Habitus mit Niederblättern in der Trockenzeit von Pitcairnia piepenbringii

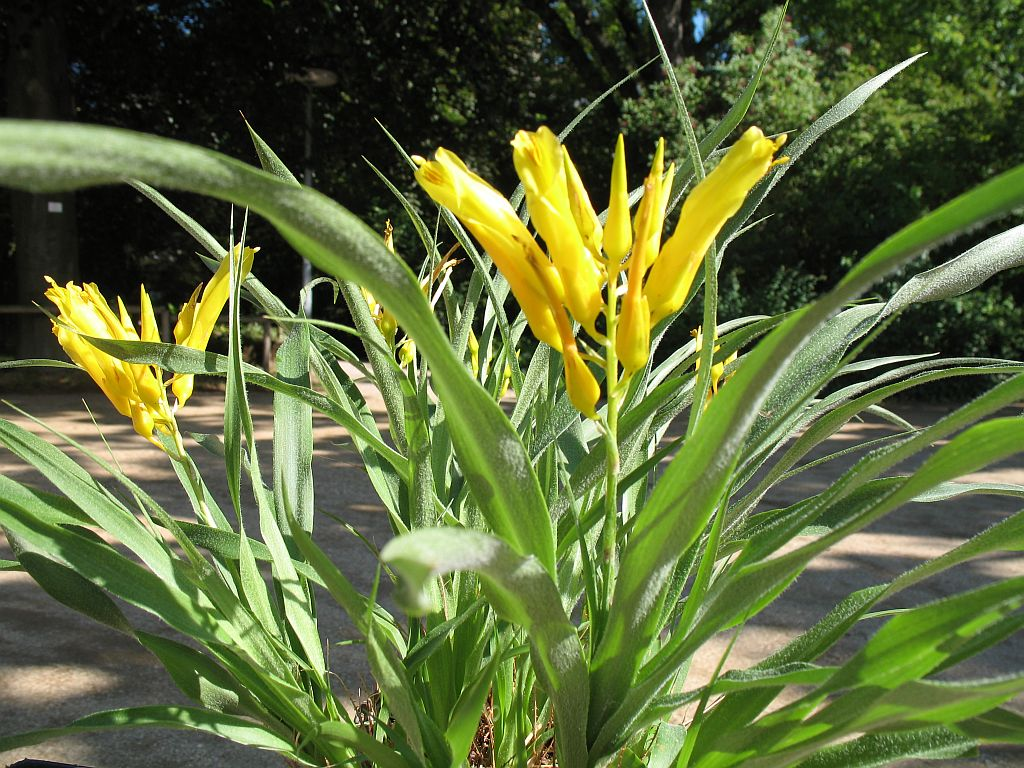
Heterophylle Art: Laubblätter mit Saugschuppen und Blütenstände mit zygomorphen Blüten von Pitcairnia piepenbringii

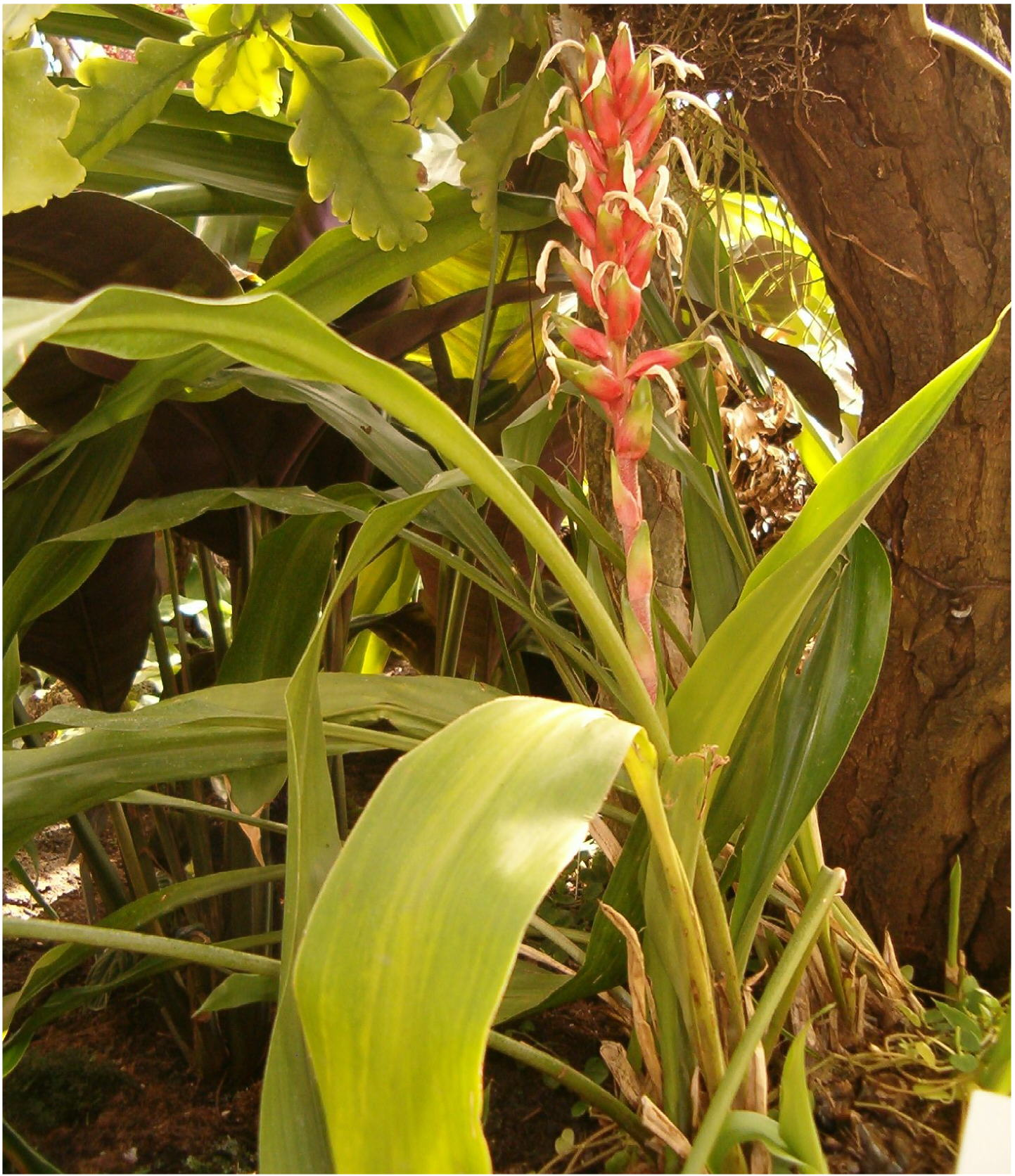
Habitus und Blütenstand von Maisblättrige Pitcairnia (Pitcairnia maidifolia). Beachte die für Bromelien untypische Form der glattrandigen Laubblätter

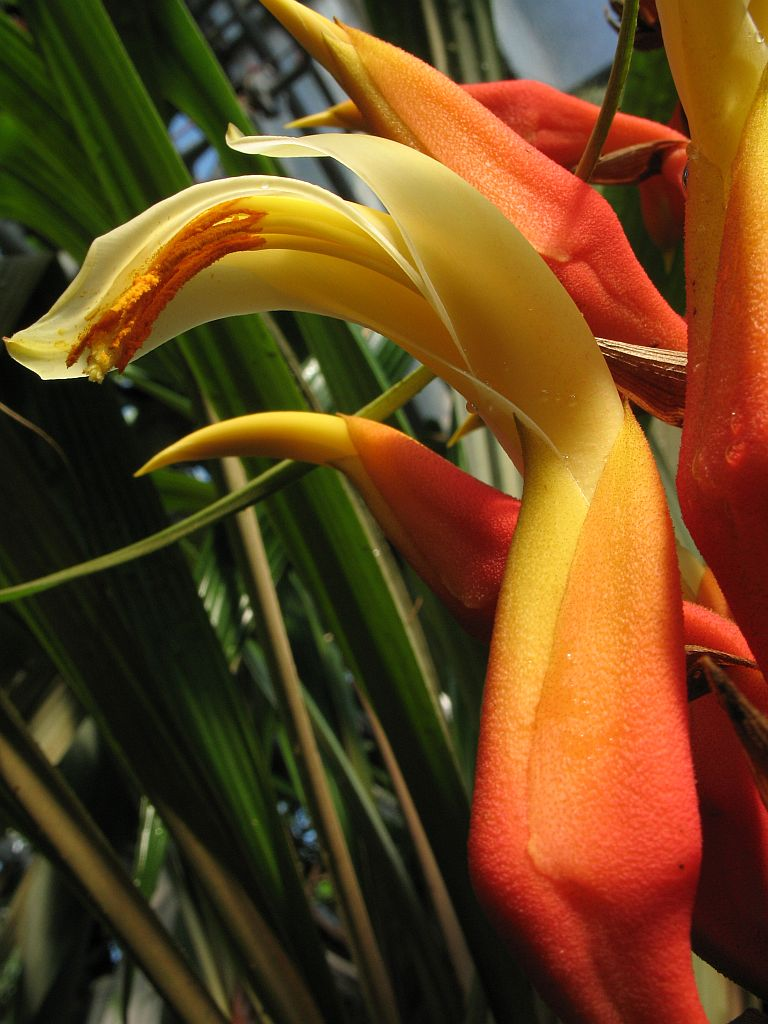
Zygomorphe Blüte im Detail von Pitcairnia elvirae, mit Kelchblättern, Kronblättern und gebogenen Staubblättern

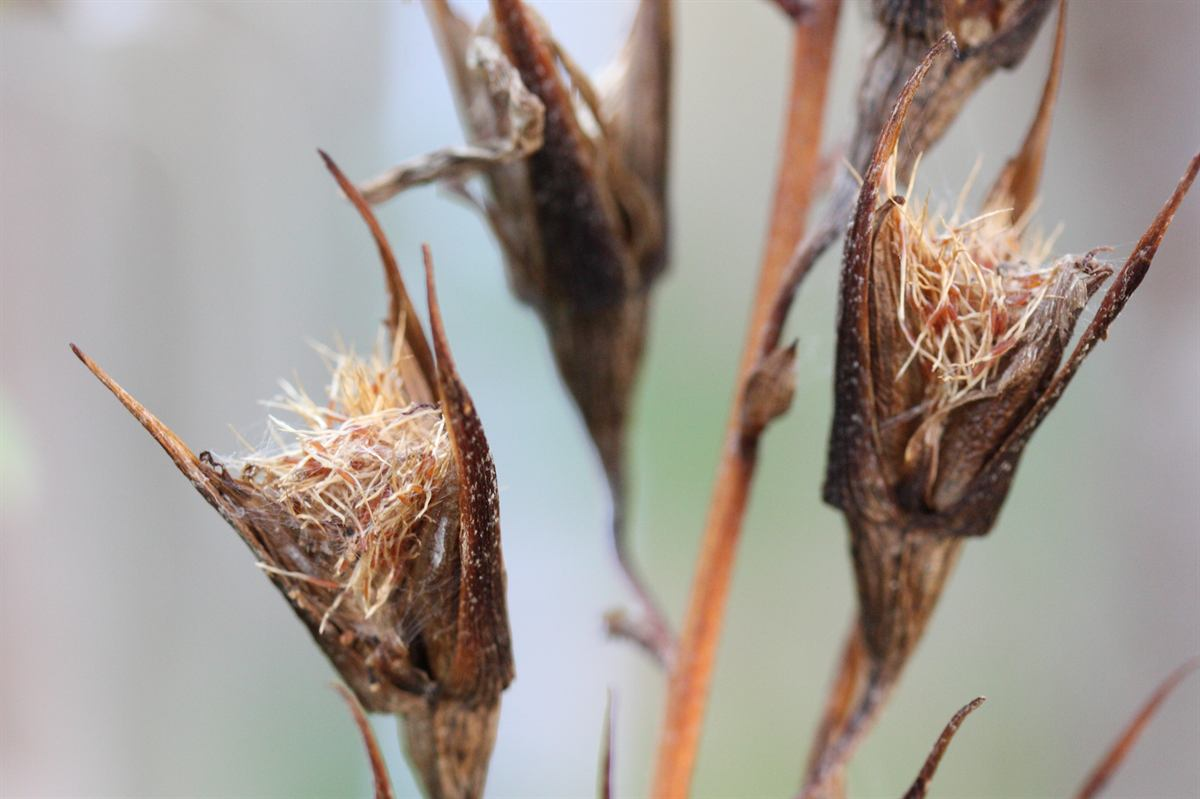
Offene, dreiklappige Kapselfrüchte mit Samen von Pitcairnia spicata

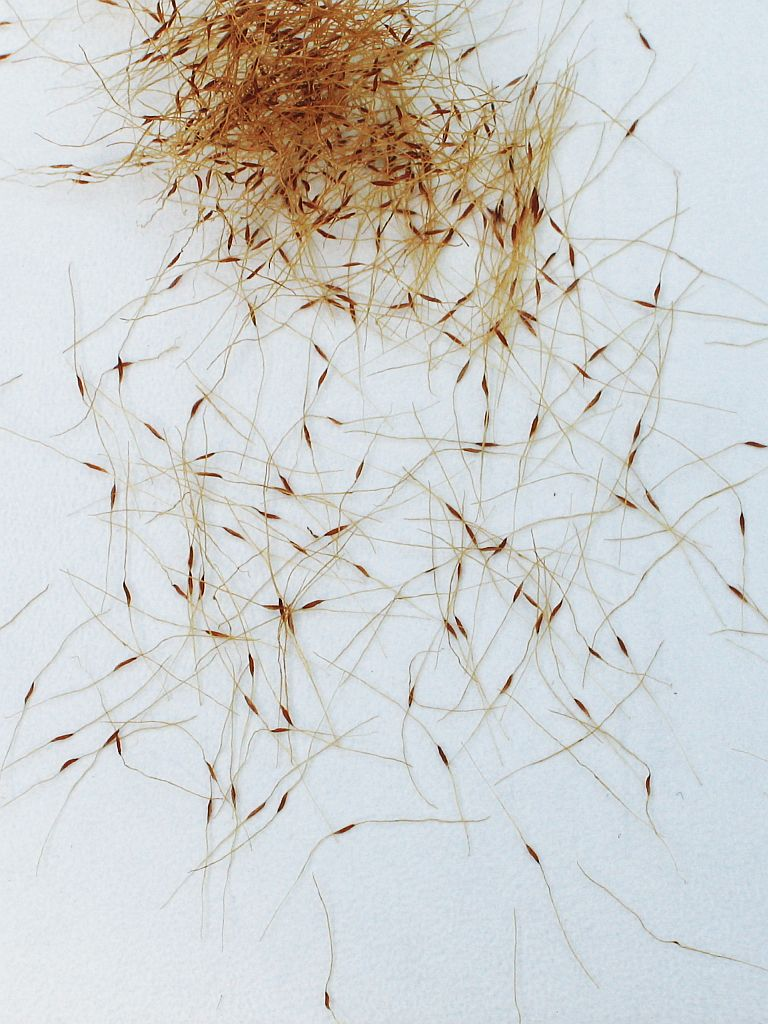
Flugfähige Samen von Pitcairnia sceptrigera

### Erscheinungsbild
Die Pitcairnia-Arten wachsen meist als ausdauernde krautige Pflanzen. Die Sprossachsen können gestaucht sein, dann wachsen die Arten rosettenförmig, oder die Sprossachsen sind nicht gestaucht, dann sehen die Pflanzen Mais etwas ähnlich oder im Extremfall sind es kletternde Arten. Die größten Arten (Pitcairnia villetaensis) erreichen Wuchshöhen von 3 Metern, die klein bleibenden Arten (beispielsweise Pitcairnia tabuliformis, Pitcairnia andreana) erreichen nur Wuchshöhen von gut 15 Zentimetern. Einige Arten bilden Rhizome. Die meisten Arten sind immergrün. Alle Arten sind nicht winterhart.

### Blätter
Die Laubblätter sind sehr vielgestaltig. Einige Arten besitzen in Blattstiel und Blattspreite gegliederte Laubblätter, das ist für Bromelien ungewöhnlich, sogar innerhalb der Einkeimblättrigen Pflanzen ist das nicht sehr häufig. Der Blattrand kann je nach Art glatt oder stachelig sein.
Einige Arten sind heterophyll (d. h. sie bilden unterschiedliche Blätter). Sie werfen ihre grünen Laubblätter während der Trockenzeit ab und bilden sie mit Beginn der Regenzeit neu. In der Trockenzeit haben sie nur derbe, trocken wirkende, bewehrte, kleine Blätter, es sind chlorophyllfreie Niederblätter. Diese Arten blühen in der Trockenzeit, also wenn sie keine Laubblätter haben.

### Blütenstände und Blüten
Die oft dekorativen Blütenstände besitzen laubblattähnliche oder häutige Hochblätter oft in unterschiedlichen Rottönen. Die endständigen Blütenstände können traubig, ährig oder zusammengesetzt sein.
Sowohl die Einzelblüten als auch die Blütenstände sind nicht lange haltbar, deshalb werden Pitcairnia-Arten von Gärtnereien nicht angebaut. In privaten Sammlungen sind sie selten, aber die meisten botanischen Gärten haben einige Arten.
Die häufig sehr schönen Blüten können weiß oder gelb sein oder häufig haben sie unterschiedliche rote Farbtöne.
Die zwittrigen Blüten sind (meist leicht) zygomorph und dreizählig mit doppelter Blütenhülle. Einige Arten werden von Vögeln bestäubt. Manche Arten haben zurückgerollte Kronblätter. Die Kronblätter besitzen oft an der Basis Schüppchen (Ligula). Es sind zwei Kreise mit je drei freien Staubblättern vorhanden. Die drei Fruchtblätter sind zu einem halbunterständigen Fruchtknoten verwachsen.
Nur wenige Pitcairnia-Arten blühen in der Nacht – Beispiele sind Pitcairnia stenophylla und Pitcairnia loki-schmidtiae.
Die Blütenformel lautet:
{\displaystyle \downarrow \;K_{3}\;C_{3}\;A_{3+3}\;G_{\overline {(3)}}\;}

### Früchte und Samen
Die dreiklappigen Kapselfrüchte enthalten viele Samen. Die flugfähige Samen besitzen kamm- oder haubenförmige Anhängsel. Samen sind nicht lange keimfähig, aber keimen sehr leicht; man kann also leicht daraus Jungpflanzen heranziehen.

## Vorkommen
Das Verbreitungsgebiet der Gattung Pitcairnia reicht vom südlichen Mexiko über die Karibischen Inseln bis zum nördlichen Argentinien und Peru. Eine Art aus dieser Gattung, Pitcairnea feliciana hat ihre ursprüngliche Heimat in Westafrika. Alle anderen Bromeliaceae sind rein neuweltlich beheimatet.
Heute findet man Arten in tropisch feuchten bis semiariden Gebieten. Es gibt terrestrisch und epiphytisch wachsende Arten, sogar wenige kletternde Arten kennt man. Einige Arten wachsen direkt an Felsen. Als Besonderheit gedeiht Pitcairnia flammea an amphibischen Standorten in Bergbächen (Rheophyt).

## Systematik und Verbreitung
Die Gattung Pitcairnia wurde am 7. Januar 1789 durch Charles Louis L’Héritier de Brutelle in Sertum Anglicum, S. 7 aufgestellt. Der Gattungsname Pitcairnia ehrt den englischen Arzt und Botaniker William Pitcairn (1711–1791). Typusart ist Pitcairnia bromeliifolia L'Hér. Pitcairnia L'Hér. nom. cons. wurde konserviert gegenüber Hepetis Sw. nom. rejic. (Nova Genera et Species Plantarum seu Prodromus, 4, Juli 1788, S. 56). Weitere Synonyme für Pitcairnia L'Hér. nom. cons. sind: Cochliopetalum Beer, Conanthes Raf., Lamproconus Lem., Melinonia Brongn. ex E. Morren, Neumannia Brongn., Orthopetalum Beer, Phlomostachys Beer, Spirastigma L'Hér. ex Pfeiffer, Willrussellia A.Chev., Pepinia Brongn. ex André.
Die Gattung Pitcairnia gehört zur Unterfamilie Pitcairnioideae innerhalb der Familie der Bromeliaceae.
Einige Arten wurden in eine Gattung Pepinia Brongn. ex André (so dargestellt z. B. bei Luther 2004) ausgegliedert; beispielsweise Untersuchungen von Ralf Horres 2003 bestätigen diese Trennung nicht und bevorzugen den alten Umfang der Gattung Pitcairnia (wie in BromeliadEncyclopaedia).
| Es gehören (im engen Umfang etwa 300) im weitgefassten Umfang etwa 410 (Stand April 2021) Arten in die Gattung Pitcairnia: |
| - Pitcairnia abundans L.B.Sm.: Sie gedeiht an großen Felsen in der Nähe von Fließgewässern im tropischen laubwerdenden Wald in Höhenlagen von 1100 bis 1350 Metern nur im mexikanischen Bundesstaat Jalisco. - Pitcairnia abyssicola Leme & L.Kollmann: Sie wurde 2009 aus dem brasilianischen Bundesstaat Espírito Santo erstbeschrieben. Sie hängt in senkrechten bis ansteigenden Kanten von sehr steilen bis fast senkrechten, schattigen Felswänden in Höhenlagen von etwa 1290 Metern. - Pitcairnia acicularis L.B.Sm.: Sie gedeiht zwischen niedrigen Sträuchern am Hang in Höhenlagen von 1800 bis 2000 Metern im peruanischen Region Lambayeque. - Pitcairnia adscendens L.B.Sm.: Sie gedeiht auf etwa Meeresniveau nur in der kolumbianischen Provinz Valle del Cauca. - Pitcairnia aequatorialis L.B.Sm.: Es gibt seit 2005 zwei Varietäten in Ecuador nur in Chimborazo: - Pitcairnia aequatorialis var. aequatorialis: Sie gedeiht terrestrisch und lithophytisch in niedrigen Bergregenwäldern der Küste in Höhenlagen von etwa 1000 Metern. - Pitcairnia aequatorialis L.B.Sm. var. bogneri (Rauh) Manzan. & W.Till (Syn.: Pitcairnia violascens L.B.Sm. var. violascens, Pitcairnia violascens L.B.Sm., Pitcairnia violascens var. bogneri Rauh): Sie gedeiht terrestrisch und lithophytisch in Bergregenwäldern in Höhenlagen von 2000 bis 2800 Metern. - Pitcairnia agavifolia L.B.Sm. (Syn.: Pepinia agavifolia (L.B.Sm.) G.S.Varad. & Gilmartin): Sie gedeiht auf Granit-Aufschlüssen in Höhenlagen von etwa 650 Metern in Venezuela nur in Amazonas. - Pitcairnia alata L.B.Sm.: Es gibt seit 2005 zwei Varietäten: - Pitcairnia alata L.B.Sm. var. alata: Sie gedeiht als Epiphyt in submontanen Regenwäldern Amazoniens in Höhenlagen von 2000 bis 3000 Metern in Ecuador in Zamora-Chinchipe sowie Morona-Santiago. - Pitcairnia alata var. andreetae (H.Luther) Manzan. & W.Till (Syn.: Pitcairnia andreetae H.Luther): Sie gedeiht in Höhenlagen von etwa 1800 Metern in Ecuador nur in Zamora-Chinchipe. - Pitcairnia albiflos Herbert (Syn.: Pitcairnia elata Liebm., Pitcairnia flavescens hort. ex Beer, Pitcairnia odorata hort. ex Beer & Fenzl): Sie gedeiht lithophytisch in Höhenlagen von etwa 850 Metern nur im brasilianischen Bundesstaat Rio de Janeiro. - Pitcairnia albifolia Cáceres González & A.Ibáñez: Sie wurde 2014 aus Panama erstbeschrieben. Sie gedeiht terrestrisch und lithophytisch in Höhenlagen von etwa 1100 Metern in der Hochlandsavanne nur in der Provinz Veraguas in Panama. - Pitcairnia albolutea J.R.Grant (Syn.: Pitcairnia maidifolia f. lutea Oliva-Esteve): Sie wurde 2007 aus Venezuela erstbeschrieben. Sie gedeiht terrestrisch und lithophytisch in Regenwäldern, Sekundärwäldern und auf Plantagen in Höhenlagen von 800 bis 1300 Metern in den venezolanischen Bundesstaaten Mérida, Barinas, Lara sowie Portuguesa. - Pitcairnia albomarginata Rauh: Sie gedeiht terrestrisch in dichten Beständen auf Felsen in Ecuador. - Pitcairnia alborubra Baker (Syn.: Pepinia alborubra (Baker) G.S.Varad. & Gilmartin): Sie kommt in Kolumbien nur in Antioquia vor. - Pitcairnia alexanderi (H.Luther) D.C.Taylor & H.Rob.: Dieser Endemit ist nur von drei Fundorten in ecuadorianischen Provinz Morona-Santiago bekannt. Sie gedeiht terrestrisch im Wald. - Pitcairnia altensteinii (Link, Klotzsch & Otto) Lem.: Es gibt drei Varietäten: - Pitcairnia altensteinii (Link, Klotzsch & Otto) Lem. var. altensteinii (Syn.: Pitcairnia rhodostachys Hassk., Pitcairnia undulatifolia Hook.): Sie gedeiht terrestrisch und lithophytisch im Dickicht und in dichten Wäldern in Höhenlagen von 1000 bis 1950 Metern in Venezuela. - Pitcairnia altensteinii var. gigantea (Hook.) Baker: Sie kommt in Guyana vor. - Pitcairnia altensteinii var. minor L.B.Sm.: Sie gedeiht terrestrisch an offenen Hängen in Höhenlagen von 1300 bis 1950 Metern in Venezuela nur in Aragua. - Pitcairnia alversonii L.B.Sm. & R.W.Read: Sie kommt in Kolumbien nur im Departamento de Antioquia vor. - Pitcairnia amblyosperma L.B.Sm. (Syn.: Pepinia amblyosperma (L.B.Sm.) G.S.Varad. & Gilmartin): Sie gedeiht an steilen Felswänden in Höhenlagen von etwa 300 Metern in den mexikanischen Bundesstaaten San Luis Potosí sowie Puebla. - Pitcairnia amboroensis Ibisch, R.Vásquez, E.Gross & Kessler: Sie wurde 1999 aus Bolivien erstbeschrieben. Dieser Endemit gedeiht an steilen Felswänden im halbimmergrünen Wald in einer Höhenlage von etwa 600 Metern nur im bolivianischen Departamento Santa Cruz. - Pitcairnia anarosae Gonz.-Rocha, Mejía-Marín & Espejo: Sie wurde 2020 aus dem mexikanischen Bundesstaat Oaxaca erstbeschrieben. Gefunden wurde sie bisher nur an Felswänden und Felshängen in Kiefern-Eichen-Wäldern in Höhenlagen von 850 bis 900 Metern. - Pitcairnia ancuashii L.B.Sm. & R.W.Read: Dieser Endemit gedeiht in einer Höhenlage von etwa 250 Metern nur in der peruanischen Region Amazonas. - Pitcairnia andreana Linden (Syn.: Pitcairnia lepidota Regel): Diese kleinbleibende Art kommt in Kolumbien nur in Chocó vor. - Pitcairnia angustifolia Solander (Syn.: Pitcairnia alta sensu Mez, Pitcairnia alta sensu Baker, Pitcairnia angustifolia Ryan ex Schult. f., Pitcairnia angustifolia Redouté, Pitcairnia bromeliifolia sensu Redouté, Pitcairnia bromeliifolia sensu Aiton, Pitcairnia furfuracea Beer, Pitcairnia furfuracea sensu J.Jacq., Pitcairnia gracilis Mez, Pitcairnia intermedia Schult. & Schult.f., Pitcairnia latifolia Aiton, Pitcairnia latifolia Jacq. ex Beer, Pitcairnia latifolia Andrews, Pitcairnia platyphylla Schrad., Pitcairnia ramosa J.Jacq., Pitcairnia ramosa K.Koch, Pitcairnia redouteana Schult. & Schult. f., Pitcairnia redouteana Beer, Pitcairnia skinneri hort. ex K.Koch, Pitcairnia tomentosa F.Didr. ex Beer, Pitcairnia tomentosa A.Dietr.): Sie gedeiht in feuchten Wäldern in Höhenlagen von 0 bis 1000 Metern. Sie ist auf den karibischen Inseln Puerto Rico, Jungferninseln, Antigua, Saba, Sint Eustatius, St. Kitts, Montserrat, Guadeloupe, Dominica, Martinique, St. Lucia, St. Vincent, Barbados, Grenada sowie auf den Grenadinen verbreitet. - Pitcairnia anomala Hoehne (Syn.: Pepinia anomala (Hoehne) G.S.Varad. & Gilmartin): Sie gedeiht terrestrisch an Flussufern in den brasilianischen Bundesstaaten Mato Grosso sowie Pará. - Pitcairnia aphelandriflora Lem. (Syn.: Pepinia aphelandriflora (Lem.) André): Sie gedeiht terrestrisch und lithophytisch in Hochwasserbereichen von Fließgewässern in Höhenlagen von etwa 1100 Metern in Panama, Ecuador sowie Peru. - Pitcairnia archeri L.B.Sm.: Sie gedeiht terrestrisch und epiphytisch in Wäldern in Höhenlagen von 75 bis 500 Metern in Kolumbien. - Pitcairnia arcuata (André) André (Syn.: Pitcairnia brongniartiana var. latifolia L.B.Sm., Pitcairnia oblanceolata L.B.Sm.): Sie gedeiht terrestrisch und lithophytisch in Regenwäldern in Höhenlagen von etwa 1800 Metern in Kolumbien sowie Ecuador. - Pitcairnia arenicola L.B.Sm.: Dieser Endemit gedeiht an Sandsteinfelsen in Schluchten in einer Höhenlage von etwa 540 Metern nur im kolumbianischen Norte de Santander. - Pitcairnia arida L.B.Sm. & Betancur: Dieser Endemit gedeiht in Höhenlagen von etwa 900 Metern in Kolumbien nur in Antioquia. - Pitcairnia armata Maury (Syn.: Pepinia armata (Maury) G.S.Varad.& Gilmartin, Pepinia breweri (L.B.Sm.) G.S.Varad. & Gilmartin, Pitcairnia cinerea L.B.Sm.): Sie gedeiht terrestrisch und lithophytisch auf magmatischen Gestein in Höhenlagen von 90 bis 200 Metern nur im Bundesstaat Amazonas in Venezuela. - Pitcairnia asplundii L.B.Sm.: Dieser Endemit gedeiht am Bachufer im Wald nur in der peruanischen Region Huanuco. - Pitcairnia atrorubens (Beer) Baker: Es gibt zwei Varietäten: - Pitcairnia atrorubens (Beer) Baker var. atrorubens (Syn.: Pitcairnia atrorubens var. lamarcheana (E.Morren ex Baker) Mez, Pitcairnia lamarchiana E.Morren ex Baker, Pitcairnia lindeni Baker): Sie gedeiht terrestrisch, lithophytisch und epiphytisch in Regenwäldern und an Waldrändern in Höhenlagen von 300 bis 1400 Metern. Sie ist von Mexiko über Guatemala, Honduras, Costa Rica bis Panama und Kolumbien verbreitet. - Pitcairnia atrorubens var. pallidobracteata E.Gross & Rauh: Dieser Endemit gedeiht in Höhenlagen von etwa 800 Metern nur am Cerro Jefe in Panama. - Pitcairnia attenuata L.B.Sm. & R.W.Read: Sie ist nur vom Typusfundort in Mariscal Cáceres, Uchiza am Cerro de Santa Cruz östlich von El Puente (Carretera Marginal) in der peruanischen Region San Martín bekannt. Sie gedeiht im Wald an feuchten Felsen im tiefen Schatten in Höhenlagen von 700 bis 800 Metern. - Pitcairnia augustii Harms: Dieser Endemit gedeiht in Höhenlagen von 2200 bis 2300 Metern nur in der peruanischen Region La Libertad. - Pitcairnia aurea Rusby ex L.B.Sm.: Dieser Endemit gedeiht in Höhenlagen von etwa 900 Metern nur im bolivianischen La Paz. - Pitcairnia aureobrunnea Rauh: Dieser 1980 entdeckte Endemit wurde bisher nur auf feuchten Sandsteinfelsen in einer Höhenlage von etwa 500 bis 800 Metern zwischen Tarapoto und Yurimaguas in der peruanischen Region San Martín gefunden. Der Erstfundort liegt in der Área de conservación regional Cordillera Escalera. - Pitcairnia azouryi Martinelli & Forzza: Sie wurde 2006 aus dem brasilianischen Bundesstaat Espírito Santo erstbeschrieben. Dieser Endemit gedeiht lithophytisch in Höhenlagen von 120 bis 130 Metern. - Pitcairnia bakeri (André) André ex Mez: Sie gedeiht terrestrisch und epiphytisch in feuchten Wäldern in Höhenlagen von 150 bis 1200 Metern in Kolumbien und Ecuador. - Pitcairnia bakiorum Manzan. & W.Till: Sie wurde 2005 erstbeschrieben. Sie gedeiht terrestrisch in tiefgelegenen Bergregenwäldern in Höhenlagen von etwa 1900 Metern nur in der ecuadorianische Provinz Zamora-Chinchipe. - Pitcairnia barbatostigma Leme & A.P.Fontana: Sie wurde 2010 aus dem brasilianischen Bundesstaat Espírito Santo erstbeschrieben. Sie gedeiht lithophytisch in voller Sonne an Granitfelsen oder an leicht beschatteten Standorten bei Halbimmergrünen Wäldern von Inselbergen in Höhenlagen von 300 bis 500 Metern. - Pitcairnia barrigae L.B.Sm. (Syn.: Pitcairnia altoatratoensis G.S.Varad. & Forero): Dieser Endemit gedeiht epiphytisch in Höhenlagen von 500 bis 600 Metern in Kolumbien nur in Chocó vor. - Pitcairnia basincurva L.B.Sm. & Betancur: Dieser Endemit gedeiht in Höhenlagen von etwa 1900 Metern in Kolumbien nur in Antioquia. - Pitcairnia beachiae Utley & Burt-Utley (Syn.: Pepinia beachiae (Utley & Burt-Utley) H.Luther): Dieser Endemit gedeiht terrestrisch und epiphytisch in Höhenlagen von etwa 300 Metern in Costa Rica nur in Puntarenas. - Pitcairnia bella L.B.Sm.: Es gibt zwei Varietäten in Kolumbien: - Pitcairnia bella L.B.Sm. var. bella: Dieser Endemit gedeiht im feuchten Moos an der Basis von steilen Hügeln in einer Höhenlage von etwa 1010 Metern nur in Puerto Valdivia im kolumbianischen Antioquia. - Pitcairnia bella var. densior L.B.Sm.: Dieser Endemit gedeiht an Felsen in einer Höhenlage von etwa 1200 Metern nur in der Nähe von Mocoa im kolumbianischen Departamento de Nariño. - Pitcairnia bergii H.Luther: Sie wurde bisher nur in dichten Beständen in einer Höhenlage von etwa 1000 Metern wachsend nur an der Straße Uzhcurrumi-Chilla am km 10 in El Oro in Ecuador gefunden. - Pitcairnia betancurii L.B.Sm.: Dieser Endemit gedeiht in Höhenlagen von 1900 bis 2000 Metern nur im Municipio Medellin im kolumbianischen Antioquia. - Pitcairnia beycalema Beer (Syn.: Pitcairnia muscosa sensu Hook., Pitcairnia leiolema hort. ex Beer, Pitcairnia corcovadensis Wawra, Pitcairnia lancifolia Mez, Pitcairnia lancifolia var. lancifolia Mez, Pitcairnia flammea var. corcovadensis (Wawra) L.B.Sm., Pitcairnia lancifolia var. minor L.B.Sm., Pitcairnia pumila W.Weber): Sie gedeiht auf Felsen in Höhenlagen von 500 bis 700 Metern im brasilianischen Bundesstaat Rio de Janeiro. - Pitcairnia bicolor L.B.Sm. & R.W.Read: Dieser Endemit gedeiht terrestrisch in einer Höhenlage von etwa 2000 Metern nur im kolumbianischen Chocó. - Pitcairnia bifaria L.B.Sm.: Dieser Endemit gedeiht epiphytisch im dichten und feuchten Nebelwald in einer Höhenlage von etwa 1400 Metern am Abhang der Cerro del Sira nur in der peruanischen Region Huanuco. - Pitcairnia biflora L.B.Sm.: Dieser heterophylle Endemit gedeiht im Halbschatten in einer Höhenlage von etwa 900 Metern am Jesus del Monte bei Moyobamba nur in der peruanischen Region San Martín. - Pitcairnia bifrons (Lindl.) R.W.Read (Syn.: Pitcairnia bracteata Dryand., Pitcairnia commutata Regel, Pitcairnia fulgens Decne. ex A.Dietr., Pitcairnia gireoudiana A.Dietr., Pitcairnia latifolia sensu Redouté, Pitcairnia racemosa Woodf. ex Schult. & Schult.f., Pitcairnia spicata sensu Mez): Sie gedeiht terrestrisch und lithophytisch in Savannen und feuchten, offenen Gipfelbereichen in Höhenlagen bis zu 1480 Metern auf den Kleinen Antillen. - Pitcairnia bifurcatispina Manzan. & W.Till: Sie wurde 2005 erstbeschrieben. Sie gedeiht terrestrisch in tiefergelegenen Bergwäldern in Höhenlagen von 1500 bis 2600 Metern nur in der ecuadorianischen Provinz Imbabura. - Pitcairnia billbergioides L.B.Sm.: Sie gedeiht terrestrisch in Höhenlagen von 1800 bis 2000 Metern nur in der peruanischen Region Lambayeque. - Pitcairnia brachysperma André: Sie gedeiht terrestrisch und lithophytisch in Wäldern und an Ufern von Fließgewässern in Höhenlagen von 1500 bis 2650 Metern in Kolumbien. Es gibt zwei Varietäten: - Pitcairnia brachysperma André var. brachysperma - Pitcairnia brachysperma var. snowii G.S.Varad. & Forero: Sie kommt nur in Boyaca vor. - Pitcairnia brackeana Manzan. & Till: Sie wurde 2005 erstbeschrieben. Sie gedeiht terrestrisch in tiefergelegenen Bergwäldern an der Küste in Höhenlagen von 1550 bis 2300 Metern in Ecuador. - Pitcairnia bradei Markgr. (Syn.: Pepinia bradei (Markgr.) G.S.Varad. & Gilmartin): Sie gedeiht auf Felsen an Fließgewässern und Galeriewäldern in Höhenlagen von 700 bis 1175 Metern in Brasilien. - Pitcairnia breedlovei L.B.Sm. (Syn.: Pitcairnia undulatosepala Rauh): Sie gedeiht lithophytisch an steilen Felsen mit Quercus spec. in Höhenlagen von 1050 bis 1350 Metern nur im mexikanischen Bundesstaat Chiapas. - Pitcairnia brevicalycina Mez: Sie gedeiht terrestrisch in Wäldern in Höhenlagen von 1500 bis 2250 Metern in Venezuela und Peru. - Pitcairnia brittoniana (Mez) Mez (Syn.: Pitcairnia flaviflora Standl., Pitcairnia werckleana Mez): Sie gedeiht in den Yungas in Bolivien. - Pitcairnia bromeliifolia L'Hér.: Es gibt drei Varietäten nur in Jamaika: - Pitcairnia bromeliifolia L'Hér. var. bromeliifolia: Sie gedeiht terrestrisch und lithophytisch an gestörten oder offenen Standorten in Höhenlagen von etwa 780 Metern in Jamaika. - Pitcairnia bromeliifolia var. graminifolia Griseb.: Sie gedeiht in Gebieten mit hohen Jahresniederschlägen in Höhenlagen von 90 bis 780 Metern in Jamaika. - Pitcairnia bromeliifolia var. wynteri R.W.Read: Sie gedeiht auf tropischen Karst in Höhenlagen von 450 bis 600 Metern in Jamaika. - Pitcairnia brongniartiana André: Es gibt seit 2005 drei Varietäten: - Pitcairnia brongniartiana André var. brongnartiana: Sie gedeiht terrestrisch, lithophytisch und epiphytisch in Wäldern in Höhenlagen von 500 bis 1250 Metern in Kolumbien und Ecuador. - Pitcairnia brongniartiana var. ornata Manzan. & W.Till: Sie wurde bisher nur in der ecuadorianischen Provinz Esmeraldas gefunden. Sie gedeiht epiphytisch bis halbepiphytisch in Tieflandregenwäldern an der Küste in Höhenlagen von etwa 810 Metern. - Pitcairnia brongniartiana var. variegata Manzan. & W.Till: Sie wurde bisher nur in der ecuadorianischen Provinz Esmeraldas gefunden. Sie gedeiht epiphytisch bis halbepiphytisch in Tieflandregenwäldern an der Küste in Höhenlagen von etwa 270 Metern. - Pitcairnia brunnescens L.B.Sm. (Syn.: Pitcairnia umbratilis L.B.Sm.): Sie gedeiht an steilen Felswänden in Höhenlagen von 2200 bis 2700 Metern in Kolumbien und Ecuador. - Pitcairnia bulbosa L.B.Sm. (Syn.: Pitcairnia wurdackii L.B.Sm., Pepinia bulbosa (L.B.Sm.) G.S.Varad. & Gilmartin): Sie gedeiht auf Felsen oder im trockenen Substrat von Felsspalten in Höhenlagen von 95 bis 250 Metern in Kolumbien und Venezuela. - Pitcairnia burchellii (Mez) Mez: Sie ist in Brasilien verbreitet. - Pitcairnia burle-marxii R.Braga & Sucre: Dieser Endemit gedeiht lithophytisch an sonnigen Standorten nur bei Conception de Castelo im brasilianischen Bundesstaat Espírito Santo. - Pitcairnia buscalionii W.Till: Sie wurde 2003 aus dem brasilianischen Bundesstaat Amazonas erstbeschrieben. - Pitcairnia caduciflora Rauh & E.Gross: Sie gedeiht terrestrisch in Regenwäldern in Höhenlagen von etwa 1000 Metern nur im ecuadorianischen Shell-Mera. - Pitcairnia calatheoides L.B.Sm.: Diese heterophylle Art gedeiht in Höhenlagen von 400 bis 800 Metern in der peruanischen Region San Martín. - Pitcairnia calcicola J.R.Grant & J.F.Morales: Dieser Endemit gedeiht terrestrisch auf exponierten Kalksteinhügeln in Höhenlagen von 100 bis 200 Metern nur in Guanacaste in Costa Rica. - Pitcairnia calderonii Standley & L.B.Sm. (Syn.: Pitcairnia purpusii L.B.Sm.): Sie gedeiht terrestrisch und lithophytisch im Dickicht, in Wäldern und an steilen Felswänden von Mexiko über Guatemala bis Honduras in Höhenlagen von 1400 bis 1800 Metern. - Pitcairnia calophylla L.B.Sm.: Sie wurde bisher nur terrestrisch wachsend in einer Höhenlage von 705 Meter oberhalb von El Diviso in Narino in Kolumbien gefunden. - Pitcairnia camposii H.Luther: Dieser Endemit gedeiht terrestrisch in Höhenlagen von 1600 bis 1700 Metern nur in Localidad Estrella del Oriente, San Jose de Lourdes, in der Provinz San Ignacio in der Region Cajamarca in Peru. - Pitcairnia cana B.Holst: Dieser Endemit gedeiht terrestrisch in großen Beständen in einer Höhenlage von etwa 1720 Metern zwischen Granitfelsen und im Strauchdickicht nur am Oberlauf des Rio Iguana der Sierra de Maigualida in Amazonas in Venezuela. - Pitcairnia cantuoides Vásquez & Ibisch: Sie wurde 2005 erstbeschrieben. Sie gedeiht terrestrisch in einer Höhenlage von etwa 1300 Metern nur im bolivianischen Departamento Chuquisaca. - Pitcairnia capitata L.B.Sm.: Sie gedeiht in einer Höhenlage von etwa 2400 Metern nur im kolumbianischen Narino. - Pitcairnia capixaba Fraga & Leme: Sie wurde 2010 erstbeschrieben. Bisher wurde sie nur auf Felsen mit voller Sonneneinstrahlung in einer Höhenlage von etwa 900 Metern im brasilianischen Bundesstaat Espirito Santo gefunden. - Pitcairnia cardenasii L.B.Sm.: Dieser Endemit gedeiht im Dickicht auf feuchten Felshängen nur in einer Höhenlage von 1000 Metern im bolivianischen Santa Cruz. - Pitcairnia caricifolia Mart. ex Schult. & Schult. f. (Syn.: Pepinia caricifolia (Mart. ex Schult. f.) G.S.Varad. & Gilmartin, Pepinia incarnata (Baker) G.S.Varad. & Gilmartin): Es gibt zwei Varietäten: - Pitcairnia caricifolia Mart. ex Schult. & Schult. f. var. caricifolia (Syn.: Pitcairnia kegeliana Schlechtendal, Pitcairnia pauciflora Baker, Pitcairnia subjuncta Baker, Pepinia subjuncta (Baker) Durand & Jackson): Sie gedeiht terrestrisch, lithophytisch und epiphytisch entlang von Fließgewässern in Regenwäldern in Brasilien, Kolumbien, Venezuela und Guyana. - Pitcairnia caricifolia var. macrantha L.B.Sm.: Dieser Endemit wurde bisher nur terrestrisch, lokal häufig an schattigen Felsen des Cerro Aracamuni wachsend am linken Ufer des Rio Siapa direkt oberhalb von Raudal Gallineta etwa 115 Fluss-km von der Mündung entfernt in Höhenlagen von 130 bis 140 Metern in Venezuela nur in Amazonas gefunden. - Pitcairnia carinata Mez (Syn.: Pitcairnia morelii sensu Baker): Sie kommt nur im brasilianischen Bundesstaat Rio de Janeiro vor. - Pitcairnia carioana Wittm.: Sie gedeiht epiphytisch in einer Höhenlage von 2786 Metern von Mexiko bis Guatemala. - Pitcairnia carnea Beer: Sie kommt in Panama vor. - Pitcairnia carnososepala Rauh & Gross (Syn.: Pepinia carnososepala (Rauh & E.Gross) H.Luther): Dieser Endemit wurde bisher nur in einer Höhenlage von etwa 500 Metern an lehmigen Hängen nahe Shell Mera am Rio Pastaza im zentralen Ecuador gefunden und bildet große Bestände. - Pitcairnia cassapensis Mez (Syn.: Pitcairnia pulverulenta sensu Baker): Sie gedeiht in einer Höhenlage von 2000 Metern an Felshängen in Peru. - Pitcairnia cataractae Manzan. & W.Till: Sie wurde 2005 erstbeschrieben. Sie wurde bisher nur lithophytisch und terrestrisch an Wasserfällen wachsend in tiefergelegenen Bergwäldern in Höhenlagen von 825 bis 900 Metern im ecuadorianischen Zamora-Chinchipe gefunden. - Pitcairnia caulescens K.Koch ex Mez: Sie wurde anhand eines im Berliner Botanischen Garten kultivierten Exemplars, das vielleicht aus Venezuela stammte, erstbeschrieben. Über die Verbreitung ist nicht mehr bekannt. - Pitcairnia cerrateana L.B.Sm.: Dieser Endemit gedeiht an halbtrockenen Hügeln in Höhenlagen von 1880 bis 1920 Metern nur im peruanischen Departamento Ancash. - Pitcairnia chiapensis Miranda: Sie gedeiht an schattigen Felsen im mexikanischen Bundesstaat Chiapas. - Pitcairnia chiquitana Vásquez & Ibisch: Sie wurde 2004 erstbeschrieben. Sie wurde bisher nur lithophytisch an steilen Felsen wachsend in einer Höhenlage von etwa 600 Metern in Chochis, El Porton, Santa Cruz in der bolivianischen Provinz Chiquitos gefunden. - Pitcairnia chiriguana Castellanos: Dieser Endemit gedeiht in einer Höhenlage von etwa 600 Metern im argentinischen Salta. - Pitcairnia chiriquensis L.B.Sm.: Dieser Endemit gedeiht an blanken Felswänden in einer Höhenlage von etwa 300 Metern am Cerro Galera Chorcha nahe Gualaca in Panama nur in Chiriquí. - Pitcairnia chocoensis L.B.Sm.: Sie gedeiht terrestrisch in Kolumbien nur in Chocó. - Pitcairnia clarkii H.Luther: Sie kommt in Ecuador vor. - Pitcairnia clavata L.B.Sm.: Dieser Endemit gedeiht terrestrisch im Regenwald am oberen Ende von Pongo de Manseriche am Rio Maranon in einer Höhenlage von etwa 250 Metern in Alto Amazonas, Loreto, Peru. - Pitcairnia cofanorum Manzan. & W.Till: Sie wurde 2005 erstbeschrieben. Sie wurde bisher nur terrestrisch in tiefergelegenen Bergwäldern der Amazonasregion in Höhenlagen von 1500 bis 1570 Metern bei der Sinangoe Station am Shishico-Höhenrücken im Einzugsgebiet des Alto Aguarico, oberhalb des Flusses Cofanes, im Reserva Etinica Cofan in der ecuadorianischen Provinz Sucumbíos gefunden. - Pitcairnia colimensis L.B.Sm.: Sie gedeiht in laubabwerfenden Waldländern und an offenen Felswänden in Höhenlagen von 400 bis 600 Metern im mexikanischen Bundesstaat Colima. - Pitcairnia commixta L.B.Sm. (Syn.: Pitcairnia orgyalis sensu André, Pitcairnia orgyalis (André ex Mez) Mez): Sie gedeiht lithophytisch und epiphytisch in dichten Wäldern in Höhenlagen von 660 bis 2500 Metern in Kolumbien und Ecuador. - Pitcairnia compostelae McVaugh: Sie gedeiht auf Felsen in Eichen-Wäldern sowie Eichen-Kiefern-Wäldern im Gebirge und Vorgebirge der Pazifikhänge in Höhenlagen von 1000 bis 1600 Metern in Mexiko. - Pitcairnia condorensis Manzan. & W.Till: Sie wurde 2005 erstbeschrieben. Sie wurde bisher nur lithophytisch und terrestrisch in einer Höhenlage von etwa 825 Metern an vertikalen Felswänden in tiefergelegenen Bergregenwäldern der Amazonasregion in der ecuadorianischen Provinz Zamora-Chinchipe gefunden. - Pitcairnia corallina Linden & André: Es gibt zwei Varietäten: - Pitcairnia corallina Linden & André var. corallina: Sie gedeiht epiphytisch und im Wasser am Ufer von Fließgewässern in Höhenlagen von 200 bis 250 Metern in Kolumbien, Peru und Brasilien. - Pitcairnia corallina var. viridis L.B.Sm.: Dieser Endemit gedeiht nur in einer Höhenlage von etwa 240 Metern entlang eines Baches in einer sandigen Savanne bei Circasia beim Río Vaupés im kolumbianischen Vaupés. - Pitcairnia cosangaensis Gilmartin Ecuador Napo - Pitcairnia crassa L.B.Sm. Bolivien La Paz - Pitcairnia cremersii Gouda: Sie wurde 2005 erstbeschrieben. Bisher wurde sie nur in einer Savanne in einer Höhenlage von etwa 200 Metern in Französisch-Guyana gefunden. - Pitcairnia crinita E.Pereira & Martinelli: Sie kommt im brasilianischen Bundesstaat Pará vor. - Pitcairnia cristalinensis (Leme) D.C.Taylor & H.Rob.: Sie wurde 1999 aus dem brasilianischen Bundesstaat Espírito Santo erstbeschrieben. - Pitcairnia croatii H.Luther: Dieser Endemit kommt in Panama nur in Chiriquí vor. - Pitcairnia ctenophylla L.B.Sm.: Sie kommt nur im venezolanischen Bolivar vor. - Pitcairnia cuatrecasana L.B.Sm.: Sie kommt nur im kolumbianischen Caqueta vor. - Pitcairnia cubensis (Mez) L.B.Sm. Kuba - Pitcairnia curvidens L.B.Sm. & R.W.Read: Sie kommt im brasilianischen Bundesstaat Minas Gerais vor. - Pitcairnia cuzcoensis L.B.Sm. Peru Cuzco - Pitcairnia cyanopetala Ule: Sie kommt nur in der peruanischen Region Loreto vor. - Pitcairnia cylindrostachya L.B.Sm. Mexiko - Pitcairnia ×daiseyana H.Luther: Diese Naturhybride aus Pitcairnia heterophylla × Pitcairnia pungens gedeiht in Höhenlagen von 750 bis 900 Metern nur im ecuadorianischen Cotopaxi. - Pitcairnia decidua L.B.Sm. Brasilien Espirito Santo, Minas - Pitcairnia decurvata L.B.Sm. Peru Lambayeque - Pitcairnia delicata LH.Luther: Sie wurde 2003 aus dem kolumbianischen Chocó erstbeschrieben. - Pitcairnia dendroidea André Kolumbien, Ecuador - Pitcairnia densiflora Brong. ex Lem. Mexiko Vera Cruz, Guerrero - Pitcairnia deroosei Manzan. & Till: Sie wurde 2005 aus dem ecuadorianischen Carchi erstbeschrieben. - Pitcairnia devansayana André ex Baker - Pitcairnia diffusa L.B.Sm. Kolumbien Valle, Narino, - Pitcairnia divaricata Wittm. Bolivien Santa Cruz, Tarija, - Pitcairnia diversifolia Leme & A.P.Fontana: Sie wurde 2010 aus dem brasilianischen Bundesstaat Espírito Santo erstbeschrieben. - Pitcairnia dodsonii H.Luther Ecuador Azuay, - Pitcairnia dolichopetala Harms Kolumbien Valle - Pitcairnia domingensis L.B.Sm.: Dieser Endemit kommt in der Dominikanischen Republik nur in Samana vor. - Pitcairnia echinata Hook.: Es gibt drei Varietäten: - Pitcairnia echinata Hook. var. echinata Kolumbien, Venezuela - Pitcairnia echinata var. sublaevis L.B.Sm. Kolumbien Cundinamarca, - Pitcairnia echinata var. vallensis L.B.Sm. Kolumbien Valle - Pitcairnia egleri L.B.Sm.: Sie gedeiht an feuchten Sandsteinwänden im brasilianischen Bundesstaat Pará. - Pitcairnia elizabethae L.B.Sm.: Dieser Endemit gedeiht in Höhenlagen von 400 bis 1260 Metern nur auf Hispaniola. - Pitcairnia ellenbergii L.B.Sm. Peru Cuzco, - Pitcairnia elliptica Mez & Sodiro: Sie gedeiht in Höhenlagen von 800 bis 1200 Metern nur im ecuadorianischen Imbabura. - Pitcairnia elongata L.B.Sm. Kolumbien, Ecuador - Pitcairnia elvirae D.C.Taylor & H.Rob.: Sie wurde 1999 aus dem ecuadorianischen Napo erstbeschrieben. - Pitcairnia encholirioides L.B.Sm.: Sie kommt im brasilianischen Bundesstaat Rio de Janeiro vor. - Pitcairnia ensifolia Mez: Sie kommt im brasilianischen Bundesstaat Goias vor. - Pitcairnia epiphytica L.B.Sm.: Sie kommt im venzuelanischen Amazonas vor. - Pitcairnia espejoi Beutelspacher et García-Martínez: Sie wurde 2019 aus dem mexikanischen Bundesstaat Chiapas erstbeschrieben. - Pitcairnia eximia Mez: Dieser Endemit gedeiht in Höhenlagen von 1900 bis 2000 Metern nur in der peruanischen Region Junin. - Pitcairnia explosiva L.B.Sm. & Betancur: Dieser Endemit gedeiht in einer Höhenlage von 900 Metern nur im kolumbianischen Antioquia. - Pitcairnia exserta L.B.Sm.: Sie gedeiht im Nebelwald in Höhenlagen von 1200 bis 2300 Metern in Kolumbien in Cundinamarca sowie Cauca. - Pitcairnia farinosa L.B.Sm. & Betancur Kolumbien Antioquia - Pitcairnia feliciana (A.Chev.) Harms & Mildbr.: Diese gefährdete Art kommt nur im westafrikanischen Guinea vor. - Pitcairnia fendleri Mez: Sie kommt im venzuelanischen Distrito Federal vor. - Pitcairnia ferrell-ingramiae H.Luther & Dalström Ecuador Imbabura, Esmeraldas - Pitcairnia ferreyrae L.B.Sm. Peru Loreto - Pitcairnia filifera H.Luther Peru Cuzco - Pitcairnia filispina L.B.Sm.: Sie kommt im venzuelanischen Amazonas vor. - Pitcairnia fimbriatobracteata Rauh: Sie kommt nur in der peruanischen Region Amazonas vor. - Pitcairnia flagellaris L.B.Sm. Guatemala Alta Verapaz - Pitcairnia flammea Lindl.: Die etwa sieben Varietäten kommen in Brasilien vor: - Pitcairnia flammea Lindl. var. flammea - Pitcairnia flammea var. floccosa L.B.Sm. - Pitcairnia flammea var. glabrior L.B.Sm. - Pitcairnia flammea var. macropoda L.B.Sm. & Reitz (Pitcairnia nortefluminensis Leme): Sie kommt im brasilianischen Bundesstaat Minas Gerais vor. - Pitcairnia flammea var. pallida L.B.Sm. - Pitcairnia flammea var. roezlii (Morren) L.B.Sm. - Pitcairnia flammea var. spinulosa E.Pereira - Pitcairnia flavescentia Matuda Mexiko Guerrero - Pitcairnia flexuosa L.B.Sm. Mexiko, Guatemala, El Salvador - Pitcairnia floresii Gouda & Ric.Fernández: Sie wurde 2012 aus der peruanischen Region San Martín erstbeschrieben. - Pitcairnia fluvialis L.B.Sm. & Betancur: Dieser Endemit gedeiht lithophytisch in einer Höhenlage von etwa 360 Metern im kolumbianischen Antioquia. - Pitcairnia foliacea L.B.Sm.: Dieser Endemit gedeiht in einer Höhenlage von etwa 1250 Metern im mexikanischen Bundesstaat Michoacán. - Pitcairnia foreroi H.Luther & G.S.Varad.: Sie gedeiht in einer Höhenlage von 630 bis 830 Metern im kolumbianischen Chocó. - Pitcairnia formosa L.B.Sm. & Betancur: Dieser Endemit gedeiht in einer Höhenlage von etwa 720 Metern im kolumbianischen Antioquia. - Pitcairnia fosteriana L.B.Sm. Kolumbien, Ecuador - Pitcairnia fractifolia L.B.Sm.: Dieser Endemit gedeiht in einer Höhenlage von etwa 800 Metern der peruanischen Region Amazonas. - Pitcairnia frequens L.B.Sm. & B.Holst ex Saraiva & Forzza: Sie wurde 2012 aus dem brasilianischen Bundesstaat Amazonas erstbeschrieben. - Pitcairnia fruticosa L.B.Sm. & Betancur: Dieser Endemit gedeiht in einer Höhenlage von etwa 1910 Metern im kolumbianischen Antioquia. - Pitcairnia fuertesii Mez (Syn.: Pitcairnia tomentosa sensu Mez, Pitcairnia fulgens sensu Mez): Dieser Endemit gedeiht terrestrisch und lithophytisch auf offenen Hängen in Höhenlagen von 300 bis 1600 Metern nur auf Hispaniola. - Pitcairnia funkiae Spencer: Dieser Endemit gedeiht in einer Höhenlage von etwa 650 Metern in Costa Rica nur in der Provinz Alajuela. - Pitcairnia fusca H.Luther: Dieser Endemit gedeiht in einer Höhenlage von etwa 2000 Metern nur im ecuadorianischen Pichincha. - Pitcairnia gemmipara L.B.Sm. & Betancur: Dieser Endemit gedeiht in einer Höhenlage von etwa 1680 Metern im kolumbianischen Antioquia. - Pitcairnia geotropa J.R.Grant: Dieser Endemit gedeiht in einer Höhenlage von etwa 1175 Metern in Panama nur bei Chiriquí. - Pitcairnia geyskesii L.B.Sm.: Dieser Endemit kommt in Suriname nur in Temomairem vor. - Pitcairnia glauca Leme & A.P.Fontana: Sie wurde 2010 aus dem brasilianischen Bundesstaat Espírito Santo erstbeschrieben. - Pitcairnia glaziovii Baker: Sie kommt im brasilianischen Bundesstaat Rio de Janeiro vor. - Pitcairnia glymiana K.Koch: Über diese Art ist wenig bekannt. - Pitcairnia goudae Manzanares & W.Till: Sie wurde 2005 erstbeschrieben. Im ecuadorianischen Pastaza gedeiht sie terrestrisch und lithophytisch in Höhenlagen von 1000 bis 1800 Metern im tiefliegenden Bergwald Amazoniens. - Pitcairnia graniticola B.Holst: Dieser Endemit gedeiht in kleinen Kolonien auf Granitfelsen einer Höhenlage von 1850 bis 1900 Metern im bolivianischen Bolivar. - Pitcairnia grubbiana L.B.Sm.: Dieser Endemit gedeiht in einer Höhenlage von etwa 2150 Metern im kolumbianischen Boyaca. - Pitcairnia guaritermae André: Dieser Endemit gedeiht terrestrisch und lithophytisch in einer Höhenlage von 2000 bis 2100 Metern im kolumbianischen Cundinamarca. - Pitcairnia gutteana W.Weber Peru Loreto - Pitcairnia guzmanioides L.B.Sm. Kolumbien, Ecuador, Peru - Pitcairnia halophila L.B.Sm. Costa Rica Puntarenas - Pitcairnia hammelii H.Luther: Sie gedeiht in Panama in einer Höhenlage von etwa 800 Metern nur auf dem Colon sowie San Blas. - Pitcairnia harlingii L.B.Sm.: Dieser Endemit gedeiht in einer Höhenlage von etwa 1250 Metern nur im ecuadorianischen Napo-Pastaza. - Pitcairnia harrylutheri D.C.Taylor & H.Rob. - Pitcairnia hatschbachii E.Pereira Brasilien Goias - Pitcairnia haughtii L.B.Sm.: Dieser Endemit gedeiht in einer Höhenlage von etwa 70 Metern im kolumbianischen Cauca. - Pitcairnia heerdeae E.Gross & Rauh: Sie gedeiht terrestrisch im Bergwald in Kolumbien. - Pitcairnia heliophila L.B.Sm.: Dieser Endemit gedeiht in einer Höhenlage von etwa 150 Metern im kolumbianischen Vichada. - Pitcairnia heterophylla (Lindl.) Beer: Es gibt drei Taxa: - Pitcairnia heterophylla var. escapa Mez Guatemala, Kolumbien - Pitcairnia heterophylla: Es gibt zwei Formen von Mexiko bis Venezuela und Peru: - Pitcairnia heterophylla var. heterophylla (Lindl.) Beer f. heterophylla - Pitcairnia heterophylla var. heterophylla f. albiflora Standley & Smith - Pitcairnia heydlauffii R.Vasquez & Ibisch: Sie wurde 2010 erstbeschrieben. Im bolivianischen Cochabamba gedeiht sie terrestrisch in einer Höhenlage von etwa 640 Metern. - Pitcairnia hintoniana L.B.Sm.: Sie gedeiht terrestrisch und lithophytisch auf bewaldeten Hängen und an Felswänden in Höhenlagen von 1230 bis 1800 Metern im mexikanischen Bundesstaat Mexico. - Pitcairnia hirtzii H.Luther: Dieser Endemit gedeiht in einer Höhenlage von etwa 1200 Metern im ecuadorianischen Morona-Santiago. - Pitcairnia hitchcockiana L.B.Sm.: Sie gedeiht lithophytisch an feuchten Felswänden in Höhenlagen von 1100 bis 1500 Metern in Ecuador in Tungurahua sowie Napo. - Pitcairnia holstii (H.Luther) J.R.Grant: Dieser Endemit gedeiht in einer Höhenlage von 950 bis 1000 Metern in der peruanischen Region Cuzco. - Pitcairnia hooveri (H.Luther) D.C.Taylor & H.Rob.: Sie gedeiht in Höhenlagen von 1800 bis 2100 Metern im ecuadorianischen Carchi. - Pitcairnia huilensis Betancur & Jimenez-Escobar: Sie wurde 2015 erstbeschrieben. Im kolumbianischen Huila gedeiht terrestrisch im mehr oder weniger dichten Beständen auf verschiedenen Felshügeln in Höhenlagen von 750 bis 1400 Metern. - Pitcairnia imbricata (Brong.) Regel (Syn.: Pitcairnia imbricata Brongn. ex K.Koch, Pitcairnia ochroleuca Baker, Pitcairnia petiolata (Koch & C.D.Bouché) Baker, Pitcairnia hemsleyana (Mez) Mez): Sie gedeiht terrestrisch und lithophytisch vom Mexiko über Guatemala, Belize bis Honduras und Nicaragua an Ufern von Fließgewässern und an feuchten Felswänden in Höhenlagen von 100 bis 2400 Metern. - Pitcairnia inaequalis W.Weber Brasilien - Pitcairnia inermis (Meyer in Presl) Meyer ex Schult. f.: Es gibt zwei Varietäten: - Pitcairnia inermis var. flava L.B.Sm.: Sie gedeiht in Höhenlagen von 800 bis 900 Metern im peruanischen Huanuco. - Pitcairnia inermis (Meyer in Presl) Meyer ex Schult. f. var. inermis: Sie gedeiht in Höhenlagen von 1700 bis 1950 Metern in Peru und Bolivien. - Pitcairnia insularis Tatagiba & R.J.V.Alves: Sie wurde 2004 aus dem brasilianischen Bundesstaat Rio de Janeiro erstbeschrieben. - Pitcairnia integrifolia Ker-Gawler Venezuela, Insel Trinidad und vielleicht Brasilien - Pitcairnia irwiniana L.B.Sm.: Sie gedeiht terrestrisch auf Felshängen und auf Gipfeln in Höhenlagen von 500 bis 1000 Metern im brasilianischen Bundesstaat Goias. - Pitcairnia jaliscana S.Watson L.B.Sm. Mexiko Jalisco - Pitcairnia jaramilloi G.S.Varad. & Forero: Dieser Endemit gedeiht in einer Höhenlage von etwa 1370 Metern im kolumbianischen Chocó. - Pitcairnia jareckii Proctor & Cedeno-Mald.: Sie wurde 2005 erstbeschrieben. Dieser Endemit gedeiht über vulkanischen Gestein im Unterholz des Trockenwaldes nur auf der Insel Guana. - Pitcairnia jimenezii L.B.Sm.: Dieser Endemit kommt in der Dominikanischen Republik nur in Puerto Plata vor. - Pitcairnia johannis L.B.Sm.: Dieser Endemit gedeiht in einer Höhenlage von etwa 200 Metern im kolumbianischen Santander. - Pitcairnia juncoides L.B.Sm.: Sie gedeiht in Savannen und Ufern von Fließgewässern in Höhenlagen von 121 bis 175 Metern im venezolanischen Amazonas. - Pitcairnia juzepczukii W.Weber Peru Junin - Pitcairnia kalbreyeri Baker: Sie gedeiht im Regenwald in Höhenlagen von 1200 bis 1800 Metern in Panama und Kolumbien. - Pitcairnia karwinskyana Schult. f.: Sie gedeiht terrestrisch, lithophytisch und epiphytisch an Holz und Felsen in Höhenlagen von 400 bis 2000 Metern in Mexiko. - Pitcairnia killipiana L.B.Sm.: Es gibt zwei Varietäten im kolumbianischen Chocó: - Pitcairnia killipiana L.B.Sm. var. killipiana: Sie gedeiht in Höhenlagen von 200 bis 275 Metern. - Pitcairnia killipiana var. viridis G.S.Varad. & Forero: Sie gedeiht in Höhenlagen von 1000 bis 1150 Metern. - Pitcairnia kirkbridei Smith & Read Brasilien Pará - Pitcairnia kniphofioides L.B.Sm.: Sie gedeiht terrestrisch und epiphytisch in feuchten Wäldern in Höhenlagen von 2000 bis 2200 Metern im kolumbianischen Cauca sowie Valle. - Pitcairnia koeneniana E.Gross & Barthlott: Dieser Endemit gedeiht in einer Höhenlage von etwa 380 Metern nur am Kraterrand eines Vulkansees in der Nähe von Santa Maria Del Oro an einer senkrechten Felswand, die durch Bäume beschattet ist, im mexikanischen Bundesstaat Nayarit. - Pitcairnia kressii H.Luther: Dieser Endemit gedeiht in einer Höhenlage von etwa 1200 Metern in Panama. - Pitcairnia kroemeri H.Luther: Sie wurde 2000 erstbeschrieben. Dieser Endemit gedeiht in einer Höhenlage von etwa 860 Metern nur im bolivianischen Beni. - Pitcairnia kunhardtiana L.B.Sm.: Dieser Endemit gedeiht in einer Höhenlage von etwa 1650 Metern im venezolanischen Amazonas. - Pitcairnia lanosisepala Matuda Mexiko Guerrero - Pitcairnia lanuginosa Ruiz & Pavón Peru, Bolivien, Brasilien - Pitcairnia laxissima Baker Kolumbien Cauca - Pitcairnia lechleri Baker Peru Puno, Cuzco - Pitcairnia lehmannii Baker Kolumbien, Ecuador - Pitcairnia leopoldii (W.Till & S.Till) B.Holst Venezuela Amazonas - Pitcairnia lepidopetalon L.B.Sm.: Kolumbien - Pitcairnia leprosa L.B.Sm.: Mexiko - Pitcairnia lignosa L.B.Sm.: Kolumbien - Pitcairnia limae L.B.Sm. (Syn.: Pepinia limae (L.B.Sm.) G.S.Varad. & Gilmartin): Brasilien - Pitcairnia lindae Betancur: Kolumbien - Pitcairnia loki-schmidtiae Barthlott & Rauh: Mexiko - Pitcairnia longebracteata Bouché ex Mez: Guatemala - Pitcairnia longipes Mez: Kolumbien - Pitcairnia longissimiflora Ibisch, R.Vásquez & E.Gross: Bolivien - Pitcairnia lopezii L.B.Sm.: Peru - Pitcairnia luschnathii W.Weber: Brasilien - Pitcairnia lutescens Mez & Sodiro: Ecuador - Pitcairnia luteyniorum L.B.Sm. & R.W.Read (Syn: Pepinia luteyniorum (L.B.Sm. & R.W.Read) G.S.Varad. & Gilmartin): Kolumbien - Pitcairnia lutheri Manzan. & W.Till: Sie wurde 2005 aus Ecuador erstbeschrieben. - Pitcairnia lyman-smithiana H.Luther: Panama - Pitcairnia macarenensis L.B.Sm.: Kolumbien - Pitcairnia macranthera André: Kolumbien, Ecuador - Pitcairnia macrobotrys André: Kolumbien - Pitcairnia maguirei L.B.Sm. (Syn: Pepinia maguirei (L.B.Sm.) G.S.Varad. & Gilmartin): Venezuela - Pitcairnia maidifolia (C.Morren) Decaisne (Syn: Pitcairnia funckianae A.Dietr., Pitcairnia macrocalyx Hook., Pitcairnia zeifolia C.Koch, Pitcairnia maizaifolia hort. ex Beer, Pitcairnia oerstediana (Mez) Mez): Honduras, Costa Rica, Kolumbien, Venezuela, Guyana, Suriname - Pitcairnia marinii Manzan. & W.Till: Sie wurde 2005 aus Ecuador erstbeschrieben. - Pitcairnia maritima L.B.Sm.: Kolumbien - Pitcairnia marnier-lapostollei L.B.Sm.: Peru - Pitcairnia martinellii Gouda ined. (Syn.: Pepinia martinellii H.Luther): Dieser neue Name ist noch nicht gültig veröffentlicht. Sie gedeiht in einer Höhenlage von etwa 200 Metern im brasilianischen Bundesstaat Pará. - Pitcairnia matogrossensis E.Pereira & Leme: Brasilien - Pitcairnia matudae L.B.Sm. (Syn: Pitcairnia densiflora sensu Matuda): Mexiko - Pitcairnia megasepala Baker (Syn: Pitcairnia araneosa Baker, Pitcairnia camptocalyx André, Pitcairnia goudotiana André, Pitcairnia theae (Mez) Mez): Costa Rica, Panama, Kolumbien - Pitcairnia melanopoda L.B.Sm. (Syn.: Pitcairnia arenaria H.Luther): Sie gedeiht terrestrisch in einem strauchförmigen Nebelwald auf Weißsand in Höhenlagen von 1750 bis 2550 Metern nur in der peruanischen Region Amazonas. - Pitcairnia membranifolia Baker: Costa Rica - Pitcairnia meridensis Klotzsch ex Mez (Syn: Pitcairnia integrifolia var. meridensis Kl. ex Baker): Venezuela - Pitcairnia micheliana André: Mexiko - Pitcairnia micotrinensis R.W.Read (Syn: Pitcairnia spicata var. sulphurea sensu Hodge): Es ist ein Endemit auf der Insel Dominica. - Pitcairnia microcalyx Baker: Es gibt drei Varietäten in Venezuela: - Pitcairnia microcalyx var. elliptica L.B.Sm. - Pitcairnia microcalyx Baker var. microcalyx (Syn: Pitcairnia lutea hort. Linden ex Baker) - Pitcairnia microcalyx var. schlimii (Baker) L.B.Sm. (Syn: Pitcairnia caracasana Baker, Pitcairnia schlimii Baker) - Pitcairnia micropoda L.B.Sm.: Mexiko - Pitcairnia minicorallina (H.Luther) Grant (Syn: Pepinia minicorallina H.Luther): Sie wurde 2000 aus Peru erstbeschrieben. - Pitcairnia mirandae J.Utley & Burt-Utley: Mexiko - Pitcairnia mituensis L.B.Sm. (Syn: Pepinia mituensis (L.B.Sm.) G.S.Varad. & Gilmartin): Bolivien - Pitcairnia modesta L.B.Sm.: Mexiko - Pitcairnia mohammadii Ibisch & R.Vásquez: Bolivien - Pitcairnia monticola Brandegee: Mexiko - Pitcairnia mooreana L.B.Sm.: Mexiko - Pitcairnia moritziana K.Koch & Bouché: Venezuela - Pitcairnia mucida L.B.Sm. & R.W.Read: Kolumbien - Pitcairnia multiflora L.B.Sm.: Kolumbien, Panama - Pitcairnia multiramosa Mez: Bolivien - Pitcairnia neeana (L.B.Sm. ex H.Luther) Grant (Syn.: Pepinia neeana L.B.Sm. ex H.Luther): Sie wurde 2002 aus Brasilien erstbeschrieben. - Pitcairnia neglecta (H.Luther) D.C.Taylor & H.Rob. (Syn.: Pepinia neglecta H.Luther): Peru - Pitcairnia neillii Manzanares & Till: Sie wurde 2005 aus Ecuador erstbeschrieben. - Pitcairnia nematophora L.B.Sm. & R.W.Read: Venezuela - Pitcairnia nigra (Carrière) André: Es gibt zwei Varietäten in Ecuador und Kolumbien: - Pitcairnia nigra (Carrière) André var. nigra - Pitcairnia nigra var. pulchella (Mez) H.Luther - Pitcairnia nobilis Mez & Sodiro: Ecuador - Pitcairnia nubigena Planchon & Linden: Venezuela - Pitcairnia nuda Baker (Syn.: Pepinia nuda (Baker) G.S.Varad. & Gilmartin): Guayana, Suriname - Pitcairnia oaxacana L.B.Sm.: Mexiko - Pitcairnia oblongifolia L.B.Sm.: Ecuador - Pitcairnia occidentalis L.B.Sm. (Syn.: Pepinia occidentalis (L.B.Sm.) G.S.Varad. & Gilmartin): Kolumbien - Pitcairnia ochroleuca (C.Koch & C.D.Bouché) Baker: Mexiko, Guatemala - Pitcairnia ocotensis Beutelsp. & López: Sie wurde 2008 aus Mexiko erstbeschrieben. - Pitcairnia odontopoda Baker: Peru - Pitcairnia olivaestevae J.R.Grant: Sie wurde 2007 aus Venezuela erstbeschrieben. - Pitcairnia oranensis L.B.Sm.: Argentinien - Pitcairnia orchidifolia Mez (Syn.: Pitcairnia grafii Rauh): Venezuela - Pitcairnia oxapampae H.Luther: Peru - Pitcairnia palaciosii Manzan. & W.Till: Sie wurde 2005 aus der ecuadorianischen Provinz Zamora-Chinchipe erstbeschrieben. Dieser Endemit gedeiht terrestrisch im Tiefland-Regenwald Amazoniens in Höhenlagen von etwa 1200 Metern. - Pitcairnia pallidiflavens Rauh: Sie ist nur vom Typusfundort in der peruanischen Region San Martín bekannt. Sie bildet große Bestände an feuchten steilen Felswänden in Höhenlagen von etwa 800 Metern. - Pitcairnia palmeri S.Watson: Sie gedeiht terrestrisch in lichten Wäldern und lithophytisch an steilen Felsen in Höhenlagen von 750 bis 1750 Metern in den mexikanischen Provinzen Chihuahua, Nayarit, Jalisco sowie Morelos. - Pitcairnia palmoides Mez & Sodiro (Syn.: Pitcairnia dracaenoides H.Luther, Pitcairnia volubilis L.B.Sm.): Sie kommt in Ecuador vor. - Pitcairnia paniculata (Ruiz & Pavon) Ruiz & Pavon (Syn.: Pitcairnia biattenuata Rusby, Pitcairnia excelsa E.Morren, Pitcairnia fruticetorum Mez, Pitcairnia longifolia Hook., Pitcairnia pulverulenta sensu Baker non Ruiz & Pavon): Sie gedeiht terrestrisch im Dickicht und in offenen Wäldern in Höhenlagen von 300 bis 2800 Metern in Peru sowie Bolivien. - Pitcairnia paraguayensis L.B.Sm.: Sie gedeiht zwischen schattigen Felsen in Paraguay. - Pitcairnia patentiflora L.B.Sm.: Es gibt vier Varietäten: - Pitcairnia patentiflora var. armata L.B.Sm.: Sie gedeiht meist terrestrisch und manchmal lokal in Strauchvegetation auf Sandsteinkuppeln in Höhenlagen von 600 bis 700 Metern in Venezuela nur in Amazonas. - Pitcairnia patentiflora var. macrantha L.B.Sm.: Sie ist nur aus der Typusaufsammlung von 1942 vom Mount Chiribiquete am Rio Macaya in Höhenlagen von 510 bis 630 Metern im kolumbianischen Vaupés bekannt. - Pitcairnia patentiflora L.B.Sm. var. patentiflora: Sie gedeiht terrestrisch oder lithophytisch an offenen Standorten in Höhenlagen von 110 bis 1025 Metern in Venezuela nur in Amazonas, in Kolumbien nur in Vaupés und in Brasilien nur in Pará. - Pitcairnia patentiflora var. subintegra L.B.Sm.: Sie gedeiht terrestrisch oder lithophytisch in Savannen in Venezuela nur in Amazonas und in Kolumbien nur in Vaupés. - Pitcairnia pavonii Mez: Sie gedeiht terrestrisch oder lithophytisch auf offenen oder bewaldeten Hängen in Höhenlagen von 2000 bis 2600 Metern in den ecuadorianischen Provinzen Guayas, Cotopaxi sowie Loja. - Pitcairnia pectinata L.B.Sm. (Syn.: Pepinia pectinata (L.B.Sm.) G.S.Varad. & Gilmartin): Sie gedeiht in Höhenlagen von etwa 2000 Metern nur im kolumbianischen Antioquia. - Pitcairnia peruana (H.Luther) Grant (Syn.: Pepinia peruana H.Luther): Sie wurde 2002 aus Peru erstbeschrieben. Sie gedeiht in Höhenlagen von etwa 200 Metern in den peruanischen Regionen Cajamarca sowie Amazonas. - Pitcairnia petraea L.B.Sm.: Sie gedeiht auf Felsen in Höhenlagen von 2300 bis 3300 Metern in Kolumbien nur in Cundinamarca. - Pitcairnia phelpsiae (L.B.Sm.) B.Holst & L.B.Sm.: Sie gedeiht in Höhenlagen von etwa 2300 Metern in Venezuela nur in Amazonas. - Pitcairnia piepenbringii Rauh & E.Gross: Sie bildet dichte Bestände in den Verwitterungsresten von Standsteinfelsen nur im brasilianischen Bundesstaat Bahia. - Pitcairnia platypetala Mez (Syn.: Pepinia platypetala (Mez) G.S.Varad. & Gilmartin): Sie ist in Brasilien und Venezuela verbreitet. - Pitcairnia platystemon Mez, emend. Vásquez & Ibisch: Sie kommt nur im bolivianischen Santa Cruz vor. - Pitcairnia poeppigiana Mez: Sie kommt nur in der peruanischen Region Loreto vor. - Pitcairnia pomacochae Rauh: Sie gedeiht in Höhenlagen von etwa 1200 Metern in Peru. - Pitcairnia poortmanii André: Sie gedeiht lithophytisch in Kolumbien und Ecuador. - Pitcairnia prolifera Rauh: Sie wurde bisher nur an Ceiba pentandra epiphytisch wachsend in einer Höhenlage von etwa 800 Metern in Ecuador gefunden. - Pitcairnia pruinosa Kunth (Syn.: Pepinia pruinosa (Kunth) G.S.Varad. & Gilmartin): Sie gedeiht lithophytisch an Granitfelsen in Venezuela in Amazonas und Bolivar. - Pitcairnia pseudopungens Rauh: Dieser Endemit gedeiht auf Felsen in einer Höhenlage von etwa 1200 Metern nur am Rio Maranon oberhalb von Balsas in der peruanischen Region Amazonas. - Pitcairnia pseudoundulata Rauh: Dieser Endemit gedeiht terrestrisch im Regenwald in einer Höhenlage von etwa 800 Metern zwischen Milagro und Imacita in der peruanischen Region Amazonas. - Pitcairnia pteropoda L.B.Sm. (Syn.: Pitcairnia militaris L.B.Sm.): Sie gedeiht an steilen Felswänden und in Wäldern in Höhenlagen von 1200 bis 1400 Metern in den mexikanischen Bundesstaaten Jalisco, Michoacan sowie Guerrero. - Pitcairnia puberula Mez & Donn.Sm.: Sie gedeiht im Halbschatten terrestrisch und lithophytisch in Höhenlagen von 810 bis 1400 Metern von Mexiko bis Guatemala. - Pitcairnia pulverulenta Ruiz & Pavon: Sie gedeiht lithophytisch in Wäldern in Höhenlagen von 750 bis 1700 Metern in den peruanischen Regionen San Martín, Huanuco, Cuzco sowie Puno. - Pitcairnia pungens Kunth: Es gibt zwei Varietäten und eine Form: - Pitcairnia pungens var. flava L.B.Sm.: Dieser Endemit gedeiht an Felsenwänden nur oberhalb Inca an der Straße 1 km östlich von Machu Picchu im Tal des Rio Urubamba in Höhenlagen von 2550 bis 2800 Metern in der peruanischen Region Cuzco. - Pitcairnia pungens Kunth var. pungens (Syn.: Pitcairnia laevis Willd. ex Schult. & Schult.f., Pitcairnia concolor Baker): Sie gedeiht terrestrisch in Wüsten bis Halbwüsten in innerandinen Gebieten in Kolumbien, Ecuador und Peru. - Pitcairnia pungens forma alba Manzanares & Till: Sie wurde 2005 erstbeschrieben. Dieser Endemit gedeiht terrestrisch in Wüsten bis Halbwüsten in innerandinen Gebieten nur im ecuadorianischen Pichincha. - Pitcairnia punicea Scheidw. (Syn.: Pitcairnia jacksoni Hook., Pepinia punicea (Scheidw.) Brongn. ex André): Sie gedeiht auf Felsen in Wäldern oder teilweise untergetaucht in Fließgewässern in Höhenlagen von 0 bis 1200 Metern von Mexiko bis Guatemala. - Pitcairnia pusilla (Mez) Mez: Sie ist wohl nur vom Typusmaterial bekannt, das aus Französisch-Guayana, ohne genauere Fundortangaben, stammt. - Pitcairnia puyoides L.B.Sm.: Dieser Endemit gedeiht in Höhenlagen von 1200 bis 1600 Metern nur in der peruanischen Region San Martín. - Pitcairnia queroana Spencer Espejo & López-Ferr.: Sie wurde 2015 aus dem mexikanischen Chiapas erstbeschrieben. - Pitcairnia quesnelioides Spencer & L.B.Sm.: Kolumbien - Pitcairnia ramosii Spencer & L.B.Sm.: Kolumbien - Pitcairnia rectiflora Rauh: Peru - Pitcairnia recurvata (Scheidw.) K.Koch (Syn.: Pitcairnia polyanthoides Brongn. ex Decaisne, Pepinia recurvata E.Morren ex Baker, Pitcairnia macrochlamys Mez, Pitcairnia taenipetala (Mez) Mez): Mexiko, Guatemala, Belize - Pitcairnia reflexiflora André: Ecuador - Pitcairnia rigida Mez: Kolumbien, Peru - Pitcairnia ringens Klotzsch ex Link, Klotzsch & Otto: Mexiko - Pitcairnia riparia Mez: Ecuador, Peru - Pitcairnia robert-downsii González-Rocha, Espejo, López-Ferr. & M.Castillo: Sie wurde 2015 aus dem mexikanischen Durango erstbeschrieben. - Pitcairnia rojasii H.Luther: Sie wurde 2007 aus Peru erstbeschrieben. - Pitcairnia rondonicola L.B.Sm. & R.W.Read: Brasilien - Pitcairnia roseana L.B.Sm.: Mexiko - Pitcairnia roseoalba E.Gross & Rauh: Es gibt zwei Varietäten in Peru: - Pitcairnia roseoalba E.Gross & Rauh var. roseoalba - Pitcairnia roseoalba var. rubra E.Gross & Rauh - Pitcairnia rubiginosa Baker (Syn.: Pitcairnia leprieurii Baker, Pepinia rubiginosa (Baker) G.S.Varad. & Gilmartin): Es gibt drei Varietäten: - Pitcairnia rubiginosa var. amazonica (Baker) L.B.Sm. (Syn.: Pitcairnia amazonica Baker): Kolumbien, Venezuela, Brasilien - Pitcairnia rubiginosa var. integra L.B.Sm.: Brasilien - Pitcairnia rubiginosa Baker var. rubiginosa: Kolumbien, Brasilien, Französisch-Guayana - Pitcairnia rubronigriflora Rauh: Peru - Pitcairnia ruderalis L.B.Sm.: Peru - Pitcairnia ruiziana Mez: Peru - Pitcairnia rundelliana J.R.Grant: Panama - Pitcairnia sagasteguii L.B.Sm. & R.W.Read: Sie gedeiht in Höhenlagen von etwa 1700 Metern nur in der peruanischen Region Piura. - Pitcairnia saltensis L.B.Sm.: Sie kommt nur im argentinischen Salta vor. - Pitcairnia samuelssonii L.B.Sm.: Dieser Endemit gedeiht terrestrisch sowie lithophytisch in Wäldern und xerophytischen Gebieten in Höhenlagen von 350 bis 1050 Metern nur auf der Insel Hispaniola. - Pitcairnia sandemanii L.B.Sm.: Peru - Pitcairnia sanguinea (H.Luther) D.C.Taylor & H.Rob. (Syn.: Pepinia sanguinea H.Luther): Kolumbien - Pitcairnia sastrei L.B.Sm. & R.W.Read: Brasilien, Französisch-Guayana - Pitcairnia saxicola L.B.Sm.: Mexiko, Panama - Pitcairnia saxosa Gouda: Sie wurde 2009 erstbeschrieben. Dieser Endemit gedeiht nur auf dem Inselberg St. Marcel in Höhenlagen von 300 bis 450 Metern in Französisch-Guayana. - Pitcairnia scandens Ule: Peru - Pitcairnia sceptriformis Mez: Ecuador, Peru - Pitcairnia sceptrigera Mez: Ecuador - Pitcairnia schiedeana Baker: Mexiko - Pitcairnia schultzei Harms: Kolumbien, Venezuela - Pitcairnia schunkei L.B.Sm. & R.W.Read: Peru - Pitcairnia secundiflora L.B.Sm.: Mexiko - Pitcairnia semaphora L.B.Sm.: Kolumbien - Pitcairnia semijuncta Baker emend. Gouda: Brasilien, Guyana, Suriname - Pitcairnia serrulata L.B.Sm. & R.W.Read: Peru - Pitcairnia setipetiola L.B.Sm. & Betancur: Kolumbien - Pitcairnia similis L.B.Sm.: Kolumbien - Pitcairnia simulans H.Luther: Es gibt zwei Varietäten: - Pitcairnia simulans var. ornata H.Luther: Ecuador - Pitcairnia simulans H.Luther var. simulans: Ecuador - Pitcairnia singularis Flores-Argüelles: Sie wurde 2017 aus dem mexikanischen Jalisco erstbeschrieben. - Pitcairnia smithiorum H.Luther: Peru - Pitcairnia sneidernii L.B.Sm.: Kolumbien - Pitcairnia sodiroi Mez: Ecuador - Pitcairnia sordida L.B.Sm.: Mexiko - Pitcairnia spectabilis Mez: Kolumbien - Pitcairnia spicata (Lam.) Mez (Syn.: Pitcairnia affinis C.Koch, Pitcairnia albucifolia Schrad., Pitcairnia angustifolia E.Morren ex Baker, Pitcairnia latifolia var. furfuracea Baker, Pitcairnia pruinosa hort. ex K.Koch, Pitcairnia ringens sensu Beer): Martinique - Pitcairnia sprucei Baker (Syn.: Pepinia sprucei (Baker) G.S.Varad. & Gilmartin): Kolumbien, Peru, Brasilien, Französisch-Guayana - Pitcairnia squarrosa L.B.Sm.: Es gibt drei Varietäten: - Pitcairnia squarrosa var. aurantiaca L.B.Sm.: Kolumbien - Pitcairnia squarrosa var. colorata L.B.Sm.: Kolumbien - Pitcairnia squarrosa L.B.Sm. var. squarrosa: Kolumbien - Pitcairnia staminea Loddiges: Brasilien - Pitcairnia stenophylla André: Kolumbien - Pitcairnia stevensonii H.Luther & Whitten: Ecuador - Pitcairnia steyermarkii L.B.Sm.: Venezuela - Pitcairnia straminea Poeppig ex Mez: Peru - Pitcairnia subfuscopetala Rauh & Hebding: Peru - Pitcairnia subulifera L.B.Sm.: Peru - Pitcairnia sulphurea Andrews (Syn.: Pitcairnia bracteata var. beta Dryand., Pitcairnia spicata var. sulphurea (Andrews) Mez): Es ist ein Endemit auf der karibischen Insel St. Vincent. - Pitcairnia susannae Manzan. & Till: Sie wurde 2005 aus Ecuador erstbeschrieben. - Pitcairnia sylvestris L.B.Sm.: Kolumbien - Pitcairnia tabuliformis Linden: Mexiko; eine kleinbleibende Art - Pitcairnia tarapotensis Baker: Peru - Pitcairnia tatzyanae (H.Luther) D.C.Taylor & H.Rob. (Syn.: Pepinia tatzyanae H.Luther): Peru - Pitcairnia tillandsioides L.B.Sm.: Mexiko - Pitcairnia tillii Manzan.: Sie wurde 2005 aus Ecuador erstbeschrieben. - Pitcairnia tolimensis L.B.Sm.: Kolumbien - Pitcairnia torresiana L.B.Sm.: Es gibt zwei Varietäten in Brasilien: - Pitcairnia torresiana var. glaberrima E.Pereira - Pitcairnia torresiana L.B.Sm. var. torresiana - Pitcairnia trianae André: Es gibt zwei Varietäten: - Pitcairnia trianae var. retusa L.B.Sm.: Ecuador - Pitcairnia trianae André var. trianae: Kolumbien und Bolivien - Pitcairnia trimorpha L.B.Sm.: Kolumbien - Pitcairnia truncata L.B.Sm.: Peru - Pitcairnia tuberculata L.B.Sm.: Venezuela - Pitcairnia tuerckheimii Donn.Sm.: Mexiko und Guatemala - Pitcairnia tumulicola L.B.Sm.: Kolumbien - Pitcairnia turbinella L.B.Sm.: Kolumbien und Venezuela - Pitcairnia tympani L.B.Sm.: Venezuela - Pitcairnia uaupensis Baker: Kolumbien und Brasilien - Pitcairnia ulei L.B.Sm.: Brasilien - Pitcairnia undulata Scheidw.: Mexiko - Pitcairnia unilateralis L.B.Sm.: Ecuador - Pitcairnia utcubambensis Rauh: Dieser Endemit gedeiht auf Sandsteinfelsen in einer Höhenlage von etwa 1000 Metern nur im Tal des Rio Utcubamba in der Nähe von Tingo Maria in Peru. - Pitcairnia valerioi Standley: Sie gedeiht terrestrisch im tiefen Schatten in Höhenlagen von 1000 bis 1500 Metern in Costa Rica und Panama. - Pitcairnia vallisoletana Lexarza: Sie gedeiht in einer Höhenlage von etwa 2000 Metern nur im mexikanischen Bundesstaat Michoacan. - Pitcairnia vandersteenii Gouda: Sie wurde 2016 aus der peruanischen Region San Martín erstbeschrieben. - Pitcairnia vargasiana L.B.Sm.: Dieser Endemit gedeiht in einer Höhenlage von etwa 2000 Metern nur in der peruanischen Region Cuzco. - Pitcairnia vargasii R.Vasquez & P.L.Ibisch: Sie wurde 2009 erstbeschrieben. Im bolivianischen Cochabamba gedeiht sie an Felswände, die von feuchten Bergwäldern umgeben sind in Höhenlagen von 1000 bis 1200 Metern. - Pitcairnia venezuelana L.B.Sm. & Steyermark: Sie gedeiht in einer Höhenlage von etwa 190 Metern in venezolanischen in den Bundesstaaten Portuguesa sowie Lara. - Pitcairnia ventidirecta L.B.Sm. & Betancur: Dieser Endemit gedeiht in einer Höhenlage von etwa 3000 Metern im kolumbianischen Antioquia. - Pitcairnia verrucosa L.B.Sm.: Sie gedeiht terrestrisch im Regenwald in Höhenlagen von 500 bis 1540 Metern im kolumbianischen Valle. - Pitcairnia villetaensis Rauh: Sie gedeiht terrestrisch im Regenwald in einer Höhenlage von etwa 900 Metern in Kolumbien zwischen Bogota und Villeta. - Pitcairnia virginalis J.Utley & Burt-Utley: Dieser Endemit gedeiht in Höhenlagen von 1500 bis 1530 Metern nur im mexikanischen Bundesstaat Oaxaca. - Pitcairnia volker-schaedlichii P.J.Braun: Sie wurde 2018 aus dem Grenzgebiet Bolivien und dem brasilianischen Bundesstaat Mato Grosso do Sul erstbeschrieben. - Pitcairnia wendlandii Baker (Syn.: Pitcairnia ochroleuca (C.Koch & C.D.Bouché) Baker, Pitcairnia sulfurea (Hook.) Mez): Sie gedeiht epiphytisch in feuchten Wäldern in Höhenlagen von 1050 bis 2400 Metern von Mexiko über Guatemala bis Costa Rica. - Pitcairnia wendtiae Tatagiba & B.R.Silva: Sie wurde 2004 erstbeschrieben. Dieser Endemit gedeiht nur an der Felsenküster in Höhenlagen bis zu 4 Metern im brasilianischen Bundesstaat Rio de Janeiro. - Pitcairnia werffii (Luther) ined.: Sie wurde bisher noch nicht veröffentlicht. Sie wurde bisher nur einem stark abgeholzten Wald in einer Höhenlage von 700 Metern im peruanischen Pasco gefunden. - Pitcairnia wilburiana J.Utley: Sie kommt in Guatemala nur in Baja Verapaz vor. - Pitcairnia windischii E.Pereira & L.B.Sm.: Sie kommt im brasilianischen Bundesstaat Mato Grosso vor. - Pitcairnia wolfei L.B.Sm.: Dieser Endemit gedeiht in Höhenlagen von etwa 1535 Metern nur im peruanischen Huanuco. - Pitcairnia woronowii W.Weber: Dieser Endemit kommt nur im kolumbianischen Departamento del Huila vor. - Pitcairnia xanthocalyx Mart. (Syn.: Pitcairnia sulfurea sensu K.Koch, Pitcairnia sulphurea sensu K.Koch, Pitcairnia flavescens Baker): Sie kommt nur im mexikanischen Bundesstaat San Luis Potosi vor. - Pitcairnia yaupibajaensis Rauh: Dieser Endemit gedeiht terrestrisch auf steinigen Wiesen in Höhenlagen von etwa 1800 Metern im peruanischen Cerro de Pasco. - Pitcairnia yocupitziae Espejo & López-Ferrarri: Sie wurde 2010 erstbeschrieben. Sie gedeiht lithophytisch im feuchten Wald in Höhenlagen von etwa 2500 Metern nur im mexikanischen Bundesstaat Guerrero. |